# Ignaszowo (rejon bieżanicki)
Ignaszowo (ros. Игнашово) – wieś (ros. деревня, trb. dieriewnia) w zachodniej Rosji, w wołoście Luszczikskaja (osiedle wiejskie) rejonu bieżanickiego w obwodzie pskowskim.

## Geografia
Miejscowość położona jest 10,5 km od centrum administracyjnego osiedla wiejskiego (Luszczik), 11,5 km od centrum administracyjnego rejonu (Bieżanicy), 121 km od stolicy obwodu (Psków).

## Demografia
W 2010 r. miejscowość zamieszkiwały 4 osoby.